# معرض باريس للسيارات

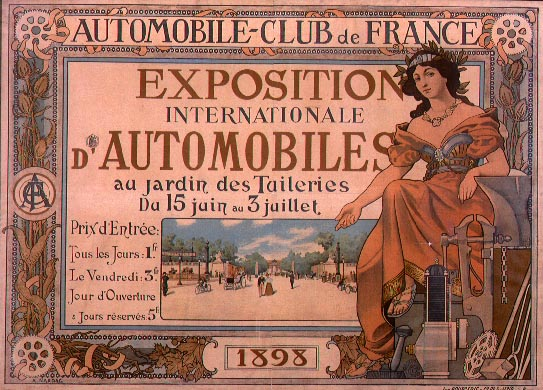
ملصق أول دورة للمعرض سنة 1898.

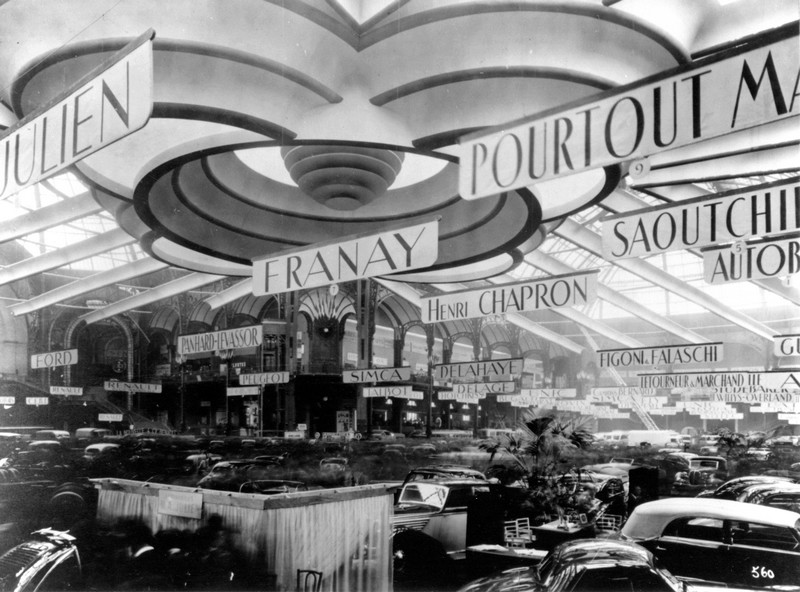
معرض باريس للسيارات في 1946.

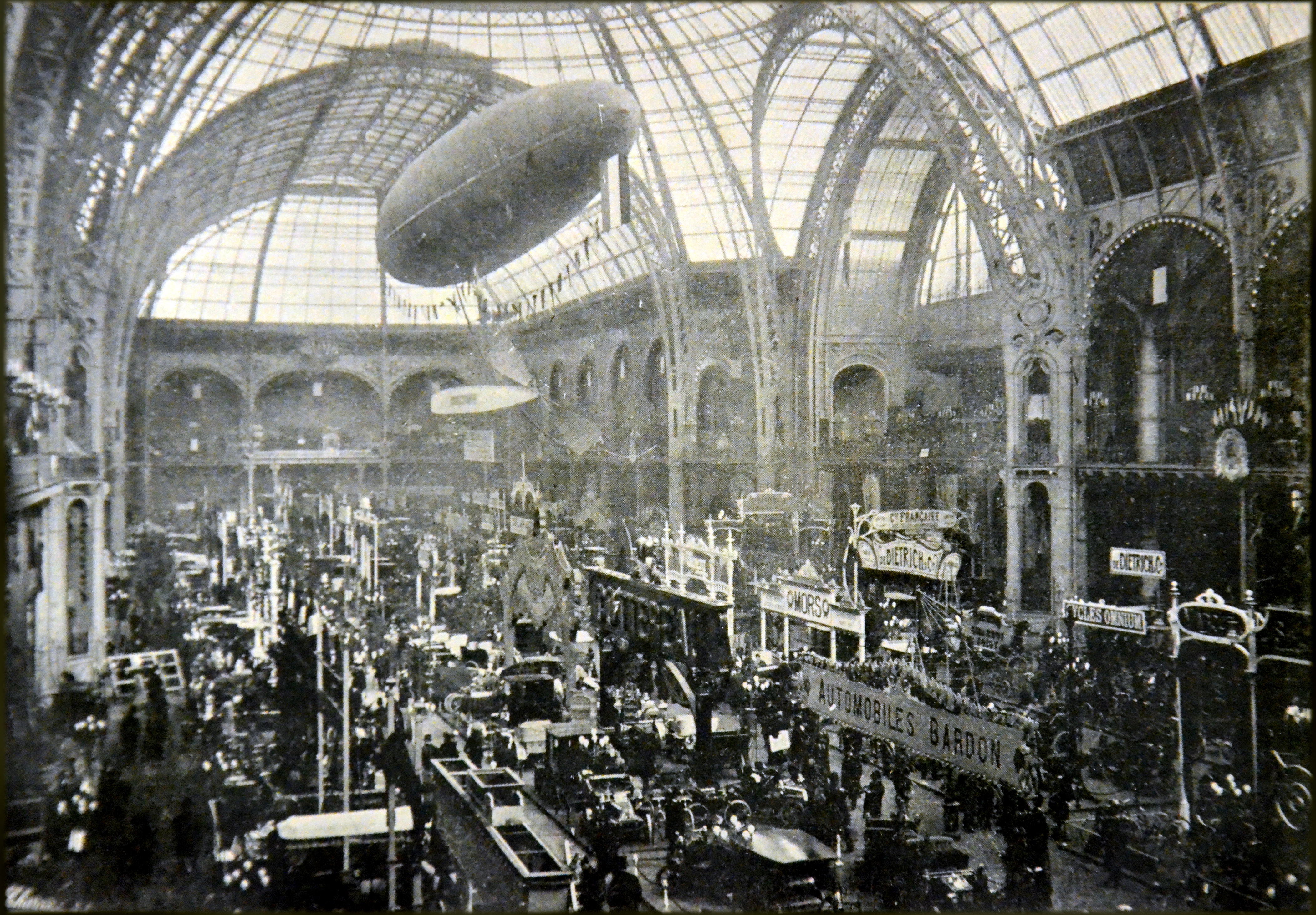
عندما كان يقام في القصر الكبير في بداية القرن العشرين ويوجد في وسطه سفينة هوائية تعمل بالهيدروجين.

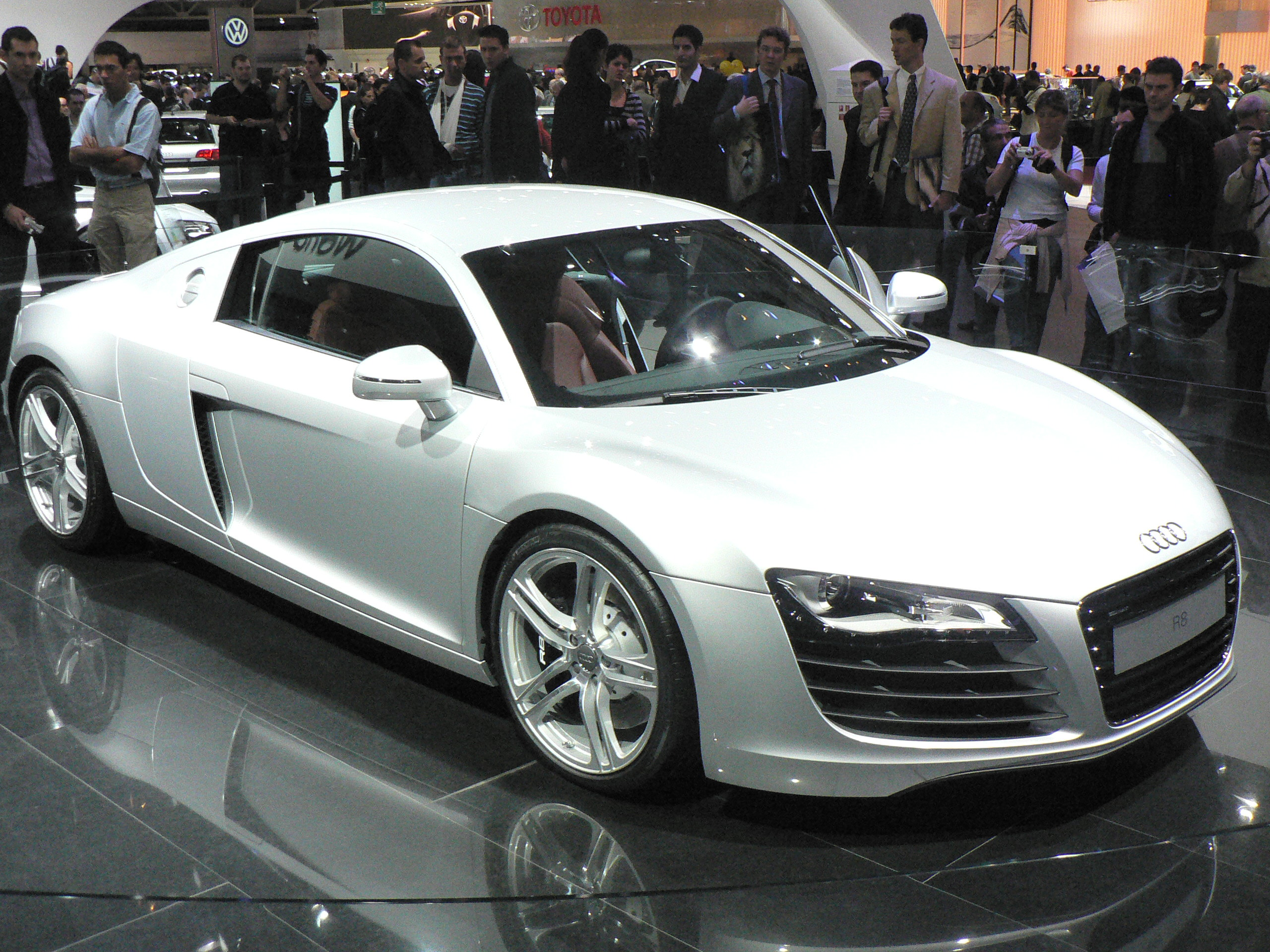
آودي آر8 في 2006.

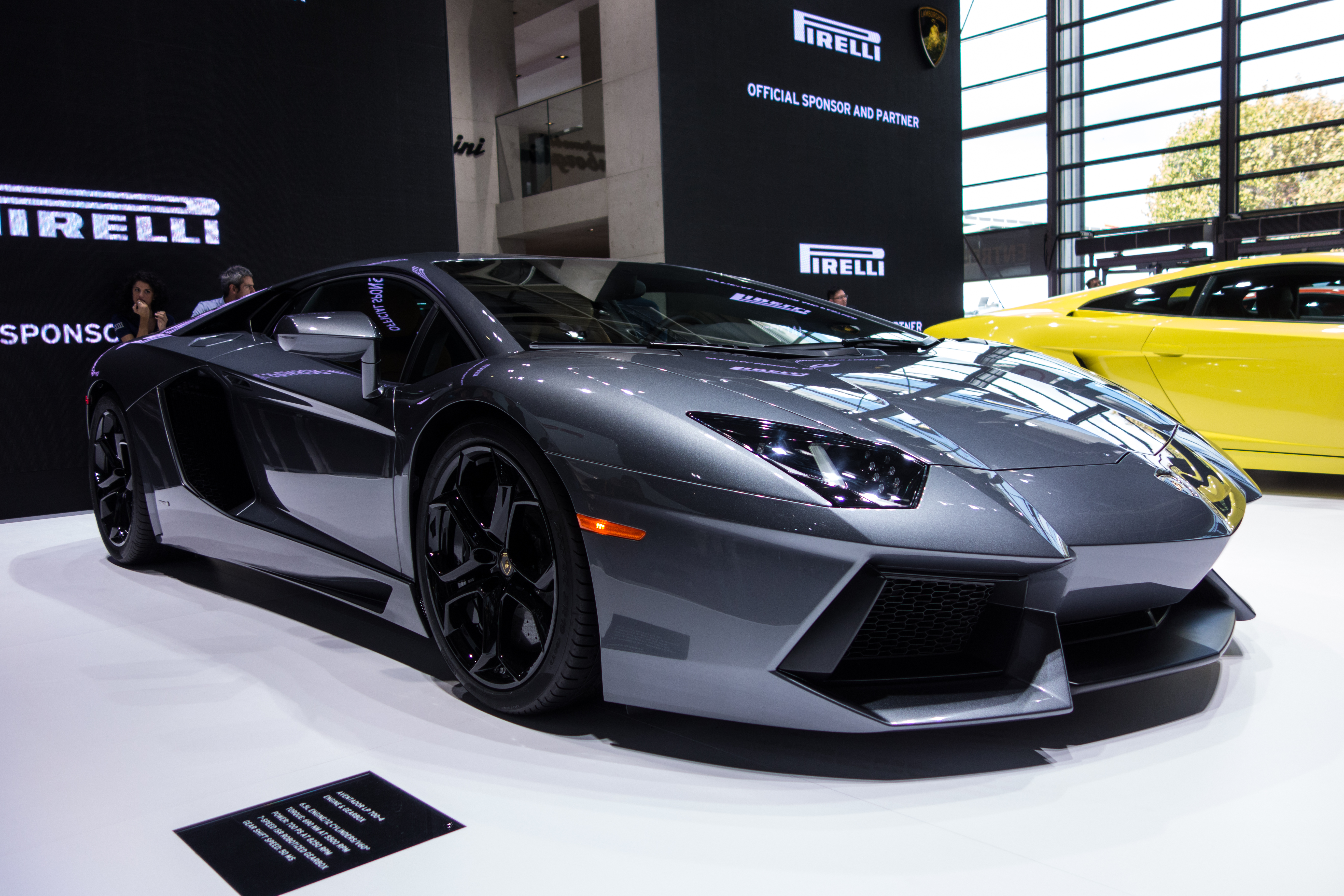
لامبورغيني أفينتادور في 2012.

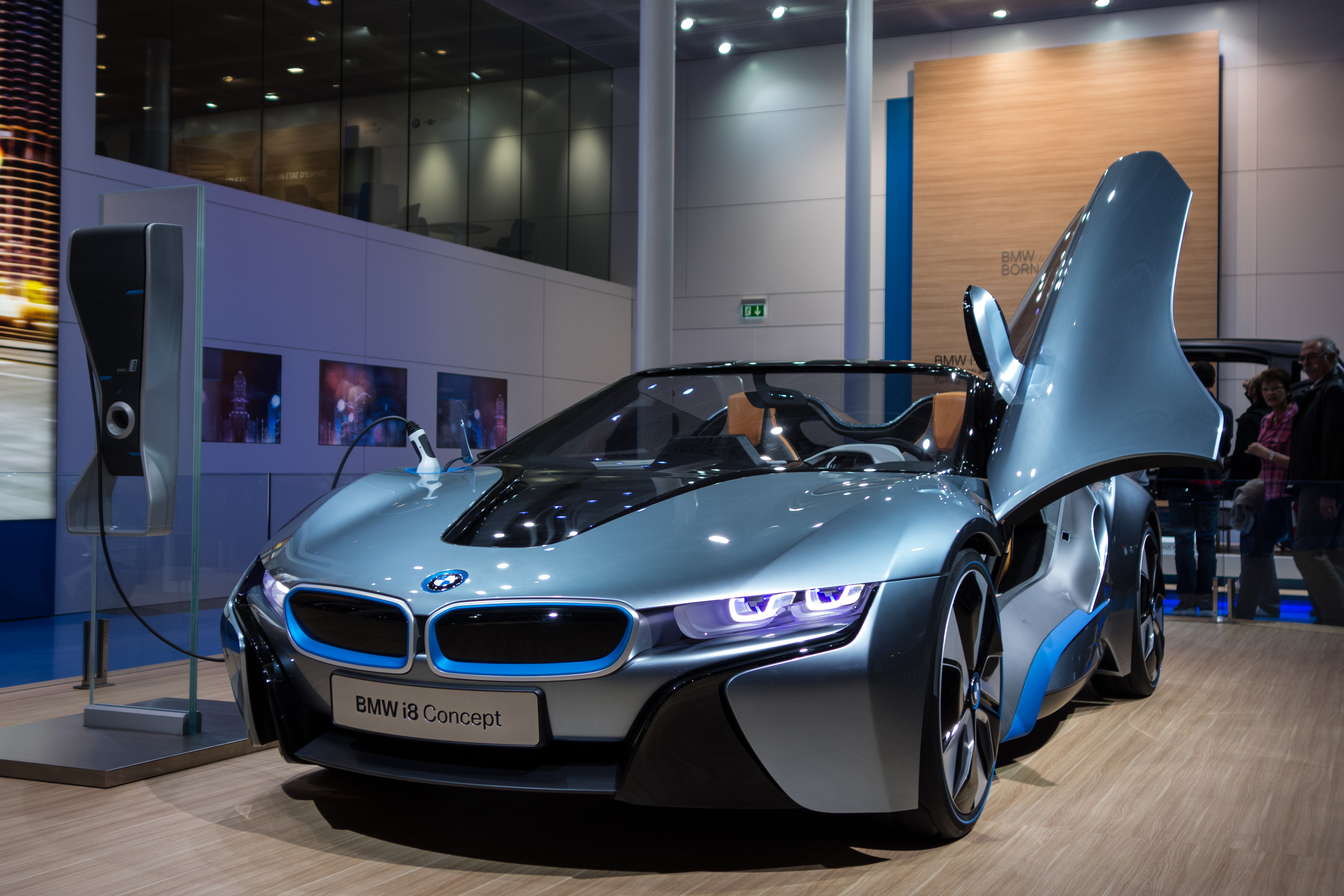
بي إم دبليو إي 8 كونسابت في 2012.

معرض باريس للسيارات أو مونديال باريس للسيارات  (بالفرنسية: Mondial de l'automobile de Paris) هو أول وأكبر معرض سيارات في العالم. يتم تنظيمه كل سنتين (السنوات الزوجية) في شهر أكتوبر في باريس في فرنسا، تحديدا في معرض بورت دو فرساي، وذلك بالتناوب مع معرض فرانكفورت للسيارات الذي يقام كل سنتين (السنوات الفردية). 

في دورة 2014 استقبل المعرض 513 253 1 زائر، ويظل بذلك أكبر معرض سيارات في العالم.

## التاريخ
في 1898، استقبلت حديقة التويلري مبادرة نادي فرنسا للسيارات لاقامة هذا المعرض الذي كان الأول في التاريخ من هذا النوع. للسماح بعرض السيارات في المعرض، كان يجب عليهم القيام بجولة ذهاب وعودة باريس - فرساي - باريس (حوالي 40 كم)، وذلك لإثبات قدرتهم على التحرك بشكل مستقل. أكبر شركات السيارات في ذلك الوقت بيجو، بانهار، إميل لوفاسور، بنز، دايملر شاركت في المعرض. هذه التجربة عرفت نجاحا كبيرا، أين تم زيارته من قبل 000 140 شخص ليكتشفوا 232 نموذج من السيارات.

في 1901، أخذ المعرض شهرة أكبر عندما بدأ يعرض في القصر الكبير. وكان إلى جانب السيارات يعرض الدرجات الهوائية والسفن والمناطيد. بسبب الحرب العالمية الأولى، لم يتم إقامة المعرض بين 1914 و1918، سنة 1919 شهدت إعادة فتح المعرض بسيارة هيسبانو سويسا بمصابيحها الأمامية. في تلك السنوات كانت السيارات تعتبر فاخرة لذلك أصبح يستقبل كل دورة أكثر فأكثر من الزوار. المنظموان بدأوا يفكرون هنا بتغيير مكان المعرض لاحتواء عدد الزوار الكبير له.

منذ 1962، يتم تنظيم المعرض في معرض بورت دو فرساي، ومنذ 1976، يتم تنظيمه فقط كل عامين، في السنوات الزوجية. في 2002، تم عرض 559 نوع من شركات السيارات، بعضها معروفة وأخرى مشهورة جدا. لم يقف المعرض على تحطيم الأرقام القياسية، ففي نسخة 2004 زار المعرض 000 461 1 شخص، وهو ما يجعله في المركز الأول أمام طوكيو وفرانكفورت، ديترويت، جنيف وشنغهاي. سنة 2008 عادلت تقريبا هذا الرقم ب000 433 1 ولكن بأقل ساعات قليلة. وفي 2010، شهد المعرض إضافة السيارات الكهربائية مثل رينو زوي.

## المزايا والفوائد
بالنسبة لصناع السيارات، فإن معرض باريس يمثل أولا واجهة لأعمالهم وقوة صناعتهم، إلى جانب التقارب المباشر مع الجمهور. كذلك يمثل المعرض فرصة لتقديم أنواع جديدة من السيارات (بعض السيارات تجعل من هذا المعرض لإعلان سيارات جديدة أين تسدل الستار لأول مرة عنها فيه)، وكذلك يتم غالبا تقديم سيارات خاصة نموذجية تم صناعتها حسب طلب أحد المشاهير وكذلك سيارات عدة مسابقات رياضية دولية (سباق سيارات، راليات، فورمولا 1).

## أنواع السيارات المعروضة
- عربات وسيارات صغيرة.
- سيارات خاصة.
- سيارات تجارية.
- سيارات متعددة الاستعمالات.
- سيارات السباقات.

## الدورات مواضيعها
منذ 1898 يقام المعرض كل سنتين، ومنذ ذلك الوقت كل دورة تحمل محورا مهما يتم تخصيص أحد الفضاءات له:
- دورة 2000: «السيارات والسينما».
- دورة 2002: «السيارات وإمارة موناكو».
- دورة 2004: «السيارات والقصص المصورة».
- دورة 2006: «متاحف السيارات في العالم».
- دورة 2008: «سيارات الأجرة في العالم» (972 432 1 زائر).[2]
- دورة 2010: «متاحف المصنعين» (000 260 1 زائر).[3]
- دورة 2012: «السيارات والإشهار» (000 230 1 زائر).[4]
- دورة 2014: «السيارات والموضة» (513 253 1 زائر).[1]

## المضيفات
يرتبط المعرض غالبا لمضيفاته. ارتفع عدد سنة 2010 إلى 4000. هو نوع من التسويق التي تقوم به الشركات:
- جلب انتباه الزائرين للمنتجات.
- ربط صورتي المنتج يعني السيارات والمضيفة (الجمال الطبيعي).
- تقديم المعلومات للزوار.
- توزيع الهدايا لبعض الزوار أمام مختلف أنواع الشركات.

توظيف المضيفات يقام بطريقة غير مباشرة مع شركات مختصة في تكوين المضيفات. تقام عادة شروط القبول بطرقية التقديم الممتازة للمضيفة. مع إيجاد كبير للغتين الفرنسية والإنجليزية والفهم في موضوع السيارات.

## مقالات ذات صلة
- معرض فرانكفورت للسيارات
- معرض سيارات

## روابط خارجية
- الموقع الرسمي.